# Lammassaari (ö i Lappland, Norra Lappland, lat 68,96, long 26,85)
Lammassaari, nordsamiska: Savzâsuálui, är en ö i Finland. Den ligger i sjön Muddusjärvi och i kommunen Enare i den ekonomiska regionen Norra Lappland och landskapet Lappland, i den norra delen av landet, 1 000 km norr om huvudstaden Helsingfors. Öns area är 0,3 hektar och dess största längd är 140 meter i sydväst-nordöstlig riktning.